# Ratchet & Clank: Rift Apart
Ratchet & Clank: Rift Apart è un videogioco a piattaforme e sparatutto in terza persona sviluppato da Insomniac Games e pubblicato da Sony Interactive Entertainment per PlayStation 5. Il titolo segna il debutto della serie Ratchet & Clank su PS5 e su PC e racconta gli eventi successivi a Ratchet & Clank: Nexus (ultimo capitolo della serie principale uscito per PS3 nel 2013). È stato annunciato all'evento di presentazione di PlayStation 5, l'11 giugno 2020, ed è uscito l'11 giugno 2021.
Il 30 maggio 2023 è stata annunciata una versione per PC, rilasciata poi il 26 luglio su Steam.

## Trama
In virtù delle loro precedenti imprese eroiche, Ratchet e Clank sono celebrati come eroi galattici nella città di Megalopolis. Durante la parata in loro onore, Clank rivela di aver riparato il Dimensionatore, dopo gli eventi di Ratchet & Clank: Nexus, in modo che Ratchet possa viaggiare fra le dimensioni alla ricerca di altri Lombax come lui. Tuttavia, il dottor Nefarious, sparito da tempo, attacca improvvisamente la parata e riesce a rubare il Dimensionatore; durante la lotta la macchina viene danneggiata, causando l'apertura casuale di diverse spaccature dimensionali. Ratchet, Clank e Nefarious finiscono per essere trasportati in un universo alternativo, in una città chiamata Nefarious City, e il Dimensionatore esplode, danneggiando il tessuto dello spazio e del tempo e separando i tre. Clank si sveglia per ritrovarsi solo e danneggiato dall'esplosione, senza un braccio e impossibilitato a camminare, per poi essere trovato e raccolto da una Lombax femmina con un braccio robotico di nome Rivet, una variante alternativa di Ratchet. Nel frattempo, il Dr. Nefarious si ritrova in un enorme palazzo, nel quale viene scambiato per l'Imperatore Nefarious, una sua variante alternativa che, a differenza di lui, non è mai stato sconfitto e ha conquistato con successo la sua dimensione, imponendo una dittatura, e la Lombax Rivet e la robottina Kit sono le sue acerrime nemiche, nonché membri della Resistenza. Ratchet, intanto, si ritrova solo e inizia la sua ricerca di Clank. Con l'Imperatore attualmente assente e impegnato in una nuova conquista ai confini della galassia, il Dr. Nefarious assume segretamente la sua identità e ordina ai suoi nuovi scagnozzi di catturare Ratchet e Rivet.
Durante la sua ricerca per Nefarious City, Ratchet vede Rivet scappare dal pianeta con Clank, ma non fa in tempo a raggiungerli. Ratchet incontra poi Phantom, una variante alternativa di Skidd McMarx, membro della Resistenza e nemico dell'Imperatore Nefarious, che gli regala un'aiutante elettronica di nome Glitch, per aiutarlo a ottenere una nave per inseguire Rivet. Nel frattempo, la Lombax porta Clank nel suo nascondiglio, dove il robot indaga su un'anomalia dimensionale ed entra in contatto con un profeta di nome Gary che chiede il suo aiuto per riparare le anomalie dimensionali causate dall'esplosione del Dimensionatore e prevenire un cataclisma dimensionale. Rivet riesce poi a riparare il comunicatore di Clank e i due sono finalmente in grado di contattare Ratchet ed escogitare un piano per ricostruire il Dimensionatore in modo che tutti possano tornare alla loro dimensione di origine e fermare il disastro.
Ratchet si mette così alla ricerca della Mappa dimensionale e recluta uno degli apprendisti di Gary, Kit, una piccola robot femmina molto simile a Clank, probabilmente la sua variante alternativa in quella dimensione. Kit avverte Ratchet di essere un Guerrabot costruito dall'Imperatore Nefarious e che potrebbe perdere il controllo della sua programmazione e attaccarlo, ma Ratchet la rassicura, dicendole di non avere paura di lei e che potrebbero formare una buona squadra. Quindi si dirigono in un laboratorio segreto per forgiare un nuovo Dimensionatore. Rivet e Clank si mettono in viaggio per raccogliere il Quarzo fasico, un minerale necessario per alimentare il Dimensionatore, ma questo viene distrutto accidentalmente. Senza altra scelta, Rivet e Clank si recano sul pianeta Torren IV, per trovare il mitico Riparatore, un robot gigantesco in grado di riparare qualsiasi cosa e riescono a convincerlo, non senza fatica, a rimettere insieme il Quarzo fasico. Ratchet e Rivet finalmente si incontrano, Clank si riunisce al suo compagno e Kit accetta di diventare la partner di Rivet. Una volta completato il Dimensionatore, il Dr. Nefarious cerca di rubarlo agli eroi. Il diabolico scienziato viene sconfitto di nuovo, ma l'Imperatore Nefarious fa immediatamente la sua comparsa e si impadronisce del Dimensionatore, decidendo di allearsi con la sua variante.
Rivet insegue l'Imperatore, ma questi usa il Dimensionatore per bandirla in una sorta di dimensione tascabile. Mentre Rivet cerca una spaccatura da cui fuggire, racconta a Kit di come ha perso il braccio a causa dell'attacco di un Guerrabot. Immediatamente Kit si rende conto di essere lei la responsabile, ma decide di non rivelarlo a Rivet. Ratchet si reca sul pianeta Ardolis per cercare di avvertire il Capitano Quantum, uno dei capi della Resistenza, che si scopre di essere la variante alternativa del Capitano Qwark in questa dimensione. Tuttavia, Ratchet non riesce a fermare l'Imperatore Nefarious dal bandire il Capitano attraverso una spaccatura. L'Imperatore Nefarious ha quindi sgominato tutti i suoi nemici e festeggia la conquista dell'universo, ma non si sente ancora realizzato, finché non si rende conto che può usare il Dimensionatore per conquistare ogni dimensione esistente, compresa quella del suo alter ego. Spiando l'Imperatore, Ratchet e Rivet si rendono conto che egli ha bisogno della Mappa dimensionale e cercano di intercettarlo. Rivet e Kit salgono sull'ammiraglia dell'Imperatore e salvano Gary, che rivela di aver nascosto la mappa all'interno di un'anomalia dimensionale. Ratchet e Clank recuperano la Mappa dimensionale, ma cadono in un'imboscata dell'Imperatore Nefarious e vengono banditi in una spaccatura. Kit si trasforma nella sua forma di Guerrabot per cercare di fermare l'Imperatore, scioccando Rivet, che scopre la sua vera identità, ma anche Kit finisce per essere bandita attraverso una spaccatura.
Rimasta sola, Rivet si dirige verso la prigione di Zordoom, la struttura carceraria in cui l'Imperatore ha imprigionato tutti i suoi nemici e organizza un'evasione, liberando Ratchet, Clank e il resto della Resistenza. Tuttavia, sentendosi ancora in colpa per aver causato la perdita del braccio di Rivet, Kit decide di lasciare il gruppo. Rivet cerca di convincerla a seguirli, ma non riesce a superare il suo risentimento per lei e al suo rifiuto decide di abbandonarla. Mentre la Resistenza si raggruppa, il malvagio Imperatore Nefarious annuncia che ha intenzione di iniziare a invadere altre dimensioni, a partire dalla dimensione natale di Ratchet e Clank, con grande disappunto della sua variante originale. Ratchet, Clank, Rivet e la Resistenza inseguono il folle Imperatore attraverso una spaccatura. Ratchet e Clank distruggono la gigantesca tuta meccanizzata dell'Imperatore, mentre Kit torna per tenere a bada le forze nemiche. Rivet affronta quindi faccia a faccia l'Imperatore Nefarious. Lavorando tutti insieme, incluso il Dr. Nefarious, riescono a sconfiggere e bandire il nemico in una spaccatura dimensionale, dove viene catturato da un mostruoso Kraken.
Con il Dimensionatore in loro possesso, gli eroi riescono a rimettere a posto l'anomalia dimensionale e la cara Rivet fa finalmente pace con Kit così, assieme a Ratchet e Clank, colgono l'occasione per viaggiare assieme, riparare i danni causati dai due Nefarious e intraprendere nuove avventure.

## Doppiaggio
Di seguito sono elencati i doppiatori originali e quelli italiani di ogni personaggio:
| Personaggio                | Doppiatore originale   | Doppiatore italiano   |
| -------------------------- | ---------------------- | --------------------- |
| Ratchet                    | James Arnold Taylor    | Alessandro Rigotti    |
| Rivet                      | Jennifer Hale          | Katia Sorrentino      |
| Clank                      | David Kaye             | Aldo Stella           |
| Kit                        | Debra Wilson           | Valentina Pallavicino |
| Capitano Qwark             | Scott Whyte            | Gianni Gaude          |
| Capitano Quantum           | Zeke Alton             | Gianni Gaude          |
| Dr. Nefarious              | Armin Shimerman        | Riccardo Rovatti      |
| Imperatore Nefarious       | Robin Atkin Downes     | Marco Pagani          |
| Assistente dell'Imperatore | Kimberly Brooks        | Annalisa Platania     |
| Lady Zurkon                | Ali Hillis             | Gea Riva              |
| Miss Zurkon                | Courtenay Taylor       | Gea Riva              |
| Zurkie                     | Marc Graue             | Pietro Ubaldi         |
| Zurkon Jr.                 | Richard Steven Horvitz | Paolo De Santis       |
| Rusty Pete                 | Wally Wingert          | Davide Garbolino      |
| Pierre Le Fer              | Rafael Petardi         | Davide Garbolino      |
| Skidd McMarx               | Jess Harnell           | Paolo De Santis       |
| Phantom                    | Jess Harnell           | Paolo De Santis       |
| Glitch                     | Sara Amini             | Sara Ballerani        |
| Gary                       | Brent Mukai            |                       |
| Capo Ingegnere             | Fryda Wolff            |                       |
| Scartobot                  | JP Karliak             | Ruggero Andreozzi     |
| Riparatore                 | William Salyers        | Mario Zucca           |
| Virus Supremo              |                        | Cinzia Massironi      |

## Modalità di gioco
Il gioco sfrutta al massimo le capacità della PlayStation 5, dato che i caricamenti tra le varie dimensioni sono nulli. Condivide molte somiglianze di gioco con Ratchet & Clank del 2016 e i precedenti capitoli della serie. Come sempre saranno presenti potenziamenti per la salute, il potenziamento manuale delle armi tramite il raritanium e vari gadget. Il personaggio principale giocabile è Ratchet, ma sarà presente anche una Lombax femmina giocabile di nome Rivet. Il giocatore, impersonando Ratchet e Rivet attraversa ambienti diversi in una moltitudine di livelli, sconfiggendo nemici con una serie di armi e gadget vari e superando vari ostacoli per completare gli obiettivi chiave della missione. Saranno presenti anche alcune sequenze in cui si potranno utilizzare i due robottini Clank e Kit ed altre in cui si controllerà un piccolo droide sabotatore di nome Glitch.
Il gioco introduce nella serie il concetto di viaggio quasi istantaneo e in tempo reale tra diverse aree, pianeti e altri mondi all'interno del gioco, tramite un sistema di portali interdimensionali. Affinché il giocatore possa utilizzare questa funzione, nell'arsenale di Ratchet e Rivet viene introdotta una nuova meccanica chiamata "Rift Tether" che li trascina da un lato all'altro di un portale, consentendo loro di spostarsi rapidamente tra i vari punti del livello. Nel gioco sono presenti pianeti già esplorati nei capitoli precedenti ma di una dimensione alternativa, non mancano nuovi pianeti mai visti nel franchise. Il gioco offre una nuova serie di mosse come lo scatto in avanti e la corsa sul muro. Inoltre, l'arsenale del gioco presenta un mix di armi nuove di zecca e altre provenienti dai capitoli precedenti.
Il gioco offre un grande assortimento di opzioni di accessibilità. Per far sì che tutti i giocatori possano godersi il gameplay e completare la storia.